# Mlékosrby
Mlékosrby település Csehországban, a Hradec Králové-i járásban. Mlékosrby Kosice, Nepolisy, Nové Město nad Cidlinou, Měník, Písek, Chlumec nad Cidlinou és Zachrašťany településekkel határos. Lakosainak száma 240 fő (2024. január 1.).

## Népesség
A település lakosságának változását az alábbi diagram mutatja:
| Lakosok száma | 426  | 416  | 416  | 341  | 251  | 243  | 242  | 234  | 224  | 240  |
|               | 1869 | 1900 | 1921 | 1961 | 1980 | 2011 | 2016 | 2019 | 2021 | 2024 |